# Benzonatat
Benzonatat (łac. benzonatatum) – organiczny związek chemiczny, lek przeciwkaszlowy o działaniu obwodowym, który wpływa na zakończenia czuciowe w oskrzelach. Wykazuje działanie miejscowo znieczulające. Stosowany jest w anestezjologii i premedykacji, np. przed zabiegiem bronchoskopii. Do działań niepożądanych zalicza się zaparcia i skórne odczyny alergiczne.

Przeczytaj ostrzeżenie dotyczące informacji medycznych i pokrewnych zamieszczonych w Wikipedii.